# Sokołów Dobromilski
Sokołów Dobromilski (do 1939 Falkenberg, ukr. Сокологірка) – część wsi Nowe Sady w województwie podkarpackim, w powiecie przemyskim, w gminie Fredropol, nad Wiarem.
Falkenberg powstał w latach 1782–1783 na terenach wydzielonych z wsi Hujsko w ramach procesu osadniczego prowadzonego przez cesarza Józefa II. Nazwa (po niemiecku "sokola góra") nawiązuje do rodzinnej miejscowości sprowadzonych tu w ramach kolonizacji józefińskiej osadników niemieckich. W 1891 roku zbudowany został murowany kościół, stojący do dziś. W 1921 roku we wsi były 43 domy i 246 mieszkańców. Podczas spisu 150 osób zadeklarowało narodowość polską, a 72 niemiecką. 11 marca 1939 roku Falkenberg przemianowano na Sokołów Dobromilski. Po 1939 roku, gdy wieś znalazła się pod okupacją ZSRR, ludność niemiecka wyjechała do Niemiec na podstawie umów radziecko-niemieckich.
W maju 1948 Sokołów (jako część rady wiejskiej Hujsko) włączono do Polski.
W 1957 roku nazwę wsi Hujsko zmieniono na Nowe Sady, włączając do tej miejscowości Sokołów Dobromilski. Obecnie Sokołów zamieszkują Polacy. Po byłych mieszkańcach zostały niemieckie napisy na kilku cmentarnych nagrobkach, kościół katolicki (dawniej pod wezwaniem św. Wendelina) oraz charakterystyczne, stare, murowane domy.